# Frank Tuohy
John Francis „Frank“ Tuohy (geboren am 2. Mai 1925 in Uckfield, East Sussex; gestorben am 11. April 1999 in Shepton Mallet, Somerset) war ein britischer Literaturwissenschaftler und Schriftsteller. Sein dritter Roman, The Ice Saints (1964), wurde mit dem James Tait Black Memorial Prize und dem Geoffrey Faber Memorial Prize ausgezeichnet.

## Leben
Seine Schulzeit verbrachte Tuohy an der Stowe School, einer renommierten Privatschule im historischen Landsitz Stowe House nordöstlich von Oxford. Anschließend studierte er von 1943 bis 1946 am King’s College in Cambridge Philosophie und Anglistik.
Von Geburt an hatte Tuohy ein Loch im Herzen, welches damals noch nicht operativ behandelt werden konnte. Dadurch musste er mit der Erwartung eines frühzeitigen Todes leben; Tuohys Vater, ein Arzt, hielt es für unwahrscheinlich, dass sein Sohn sein zweites Lebensjahrzehnt überleben könnte. Entgegen diesen Befürchtungen lebte Tuohy lange genug, um schließlich als über 40-jähriger die Möglichkeit der Operation am offenen Herzen noch erleben zu können und geheilt zu werden. Francis King vermutet in einem Nachruf auf Tuohy allerdings, dass diese körperliche Einschränkung ein Grund dafür gewesen sein könnte, dass Tuohy keine Festanstellung beim British Council angeboten bekam.
Stattdessen verlief Tuohys Berufsleben als Dozent für englische Sprache und Literatur beim British Council unstetig und in einer Art „rastlosem Exil“ an Universitäten auf der ganzen Welt. So war der Schriftsteller zum Beispiel von 1947 bis 1948 Dozent an der Universität Turku in Finnland tätig, von 1950 bis 1956 Professor für englische Sprache und Literatur an der Universität São Paulo in Brasilien, 1958 bis 1960 arbeitete Tuohy als Vertragsdozent an der Jagiellonen-Universität Krakau in Polen, 1964 bis 1967 als Gastdozent an der Waseda-Universität Tokio in Japan, anschließend ist Tuohy mehrfach (1970/71, 1976 und 1980) als Gastprofessor und Writer in Residence an der Purdue University in Lafayette, US-Bundesstaat Indiana, vertreten, von 1983 bis 1989 ist er dann erneut in Japan, als Gastprofessor an der Rikkyō-Universität, Tokyo.
Nach einem Herzinfarkt, den Tuohy in Nordzypern erlitten hatte, wurde er von Freunden nach England zurückgebracht, wo er im Alter von 73 Jahren verstarb.

## Werk
Tuohy hinterließ ein relativ schmales literarisches Werk; drei Romane erschienen in den 1950er und -60er Jahren, jeweils inspiriert durch die Auslandsaufenthalte des Schriftstellers: The Animal Game (1957) und The Warm Nights of January (1960) spielen in Brasilien, Handlungsort von The Ice Saints (1964) ist Polen. The Ice Saints wurde mit Literaturpreisen ausgezeichnet und verhalf Tuohy zur Aufnahme in die Royal Society of Literature. Daneben veröffentlichte Tuohy zwischen 1960 und Mitte der 1980er Jahre mehrere Bände mit Erzählungen, außerdem schrieb er mehrere Jahre lang an einer Biografie des irischen Dichters William Butler Yeats, die er 1976 veröffentlichte. Tuohy war als Schriftsteller wie als Literaturwissenschaftler anerkannt, aber er wurde nie so erfolgreich, dass er von seinen Werken hätte leben können. Als Kennzeichen seiner Kunst wurden das Ringen um die richtigen Worte und der präzise erzählerische Aufbau seiner Werke angesehen. Die hohen Standards, mit denen er als Literaturkritiker die Werke anderer maß, legte er auch bei sich selbst an; dies führte schließlich zur Schreibblockade und zum allmählichen Verstummen als Schriftsteller. Nach The Ice Saints veröffentlichte Tuohy keinen weiteren Roman, und der letzte Band mit Erzählungen erschien 1984. Tuohy schrieb in den letzten 20 Jahren seines Lebens an einem weiteren Roman, den er aber nicht mehr fertigstellen konnte.

## Auszeichnungen
- James Tait Black Memorial Prize für The Ice Saints – 1964
- Geoffrey Faber Memorial Prize für The Ice Saints – 1965
- E.M. Forster Award (ein Preis der American Academy of Arts and Letters) – 1972
- Heinemann Award für Live Bait and Other Stories – 1979
- Bennett Award (ein Preis der amerikanischen Literaturzeitschrift The Hudson Review) – 1994
- Fellow der Royal Society of Literature – 1965
- Ehrendoktor der Purdue University – 1987

## Veröffentlichungen (Auswahl)
Roman:
- The Animal Game. Macmillan, London, und Scribner, New York 1957.
- The Warm Nights of January. Macmillan, London 1960.
- The Ice Saints. Macmillan, London, und Scribner, New York 1964.

Erzählung/Kurzgeschichte:
- The Admiral and the Nuns with Other Stories. Macmillan, London 1962; Scribner, New York 1963.
- Fingers in the Door. Macmillan, London, und Scribner, New York 1970.
- Live Bait and Other Stories. Macmillan, London 1978; Holt Rinehart, New York 1979, ISBN 978-0-03-043636-9.
- The Collected Stories. Macmillan, London, und Holt Rinehart, New York 1984, ISBN 978-0-03-057648-5.

Biografie:
- Yeats. Macmillan, London 1976; neu aufgelegt als Yeats: An Illustrated Biography, Herbert Press, London 1991, ISBN 978-1-871569-32-2.

Reiseliteratur:
- Portugal. Thames and Hudson, London, und Viking Press, New York 1970.
deutsch: Portugal. Ins Deutsche übertragen von Aurelia Bundschuh, Atlantis-Verlag, Zürich, Freiburg im Breisgau 1970.